# Zen Arcade
Zen Arcade est le deuxième album studio du groupe punk rock américain Hüsker Dü, sorti en juillet 1984 sur SST Records. Initialement sorti sous la forme d'un double album sur deux vinyles, Zen Arcade raconte l'histoire d'un jeune garçon qui fuit une vie familiale insatisfaisante, pour découvrir que le monde extérieur est encore pire. Zen Arcade et les albums ultérieurs de Hüsker Dü ont joué un rôle déterminant dans la création du genre rock alternatif, et il est considéré par certains comme l'un des plus grands albums rock de tous les temps,,.

## Contexte
Hüsker Dü s'était fait remarquer sur la scène musicale indépendante américaine du début des années 1980 en tant que groupe punk hardcore rapide et agressif. Ils ont été le premier groupe non issu de la côte ouest à signer sur le label indépendant californien SST Records, qui à l'époque se spécialisait dans les sorties de groupes hardcore, notamment Black Flag. Cependant, la musique du trio devenait plus mélodique et nuancée à chaque album ; des chansons telles que Diane (de l'EP Metal Circus), une histoire vraie sur le viol et le meurtre d'une jeune femme, abordaient des sujets non abordés dans le hardcore à l'époque, et le groupe montra son intérêt pour le rock des années 1960 en reprenant The Byrds, Eight Miles High.
Lors d'une interview avec Steve Albini pour sa rubrique Matter en 1983, le chanteur et guitariste Bob Mould a déclaré à Albini : "Nous allons essayer de faire quelque chose de plus grand que tout ce qui est rock & roll et que toute cette idée de groupe de tournée chétif. Je ne sais pas ce que ce sera, nous devons y réfléchir, mais cela ira au-delà de l'idée de 'punk rock' ou autre."
,
Le groupe a commencé à répéter pour préparer l'album au cours de l'été 1983, dans une église transformée en squat punk à St. Paul, Minnesota. Le groupe a réfléchi à des paroles et à des idées musicales lors de jam sessions qui ont duré plusieurs heures. Mold et le batteur Grant Hart étaient les auteurs-compositeurs du groupe, et avant de s'embarquer pour la Californie pour enregistrer Zen Arcade, Mold a été poussé (par une œuvre d'art que Hart avait réalisée pour un autre groupe qui ne répertoriait pas les crédits d'écriture des chansons) d'exiger que Zen Arcade répertorie les crédits des auteurs-compositeurs individuels. Cette pratique se poursuivra sur tous les albums ultérieurs du groupe et contribuera aux tensions toujours croissantes entre Mold et Hart.

## Enregistrement et production
Pendant la sortie de leur EP Metal Circus, Hüsker Dü entre dans le studio Total Access à Redondo Beach, en Californie, pour enregistrer son prochain album avec Spot, le producteur de SST. Le groupe enregistre 25 titres, tous sauf deux (Something I Learned Today et Newest Industry) étant les premières prises, en 40 heures.
L'album entier est ensuite mixé en une seule session de 40 heures ; l'album entier est réalisé en 85 heures d'enregistrement et de production, pour un coût de 3 200 $ . Le groupe collabore avec des groupes underground pendant l'enregistrement ; What's Going On contient des voix invitées de l'ancien chanteur de Black Flag Dez Cadena.
Eight Miles High est également enregistré lors des sessions et sorti en single hors album en avril 1984. Dans une interview accordée à Stereogum en 2019, Mold parle du morceau en disant : « Tout ce que nous avons fait en studio, les morceaux de base, était une première prise. Nous ne voulions pas utiliser l’une des chansons de l’album comme morceau d’échauffement. On jammerait un peu. Nous devions faire quelque chose, donc c'était la première chanson. Nous l’avons fait et j’ai immédiatement chanté pour m’échauffer. C'est une prise vocale assez folle. C'est devenu cette carte de visite, en ce moment, pour le groupe, sortant juste avant Zen Arcade.

## Musique
Zen Arcade, dans la lignée des albums précédents de Hüsker Dü, est principalement marqué par le punk hardcore, avec des chansons telles que Indecision Time et Pride affichant des traits communs du genre. Cependant, l'album marque également un tournant, puisque le groupe introduit un style musical plus mélodique et axé sur la guitare, avec des éléments de folk acoustique (Never Talking to You Again), de psychédélisme (Hare Krsna et  The Tooth Fairy and the Princess) et des intermèdes au piano (One Step at a Time, Monday Will Never Be the Same), des concepts rarement abordés dans le punk hardcore du début des années 80.
Indicatif du désir du groupe que l'album soit pris dans son ensemble, aucun single n'en est sorti.

### Something I Learned Today
La chanson d'ouverture, écrite par le guitariste Bob Mould, devient un morceau fréquemment utilisé pour débuter leur concerts dès 1983. Les paroles décrivent le fait de grandir et de faire confiance à peu de gens. La chanson est basée sur un rythme rapide avec des progressions simples de couplets et d'accords. Elle débute par un simple battement de batterie, puis un rythme de basse onduleux, et enfin passe au riff de couplet. Mold et Hart s'harmonisent vocalement dans le refrain.
Les seules chansons de l'album qui n'ont pas été enregistrées en une seule prise sont Something I Learned Today' et Newest Industry.
Zen Arcade raconte l'histoire d'un jeune homme qui s'enfuit pour échapper à une vie familiale misérable et abusive (Broken Home, Broken Heart, Never Talking to You Again). Le personnage rejoint brièvement l'armée (Chartered Trips), se tourne vers la religion (Hare Krsna) et semble trouver une paix précaire grâce à l'amour (Somewhere) avant de perdre sa maitresse à cause de la drogue (Pink Turns to Blue.). Il atteint un point de désespoir, concluant finalement qu'il ne pourra pas changer sa situation (Newest Industry, Whatever) avant de se réveiller et de découvrir que toute l'odyssée s'est déroulée dans son subconscient au cours d'une nuit de sommeil troublé. Les défis de sa vie – pour le meilleur ou pour le pire – restent à venir (« La Fée des dents et la princesse », « Turn on the News »). Reoccurring Dreams, un instrumental déroutant de 14 minutes qui reprend un intermède instrumental plus court (Dreams Reoccurring), clôt l'album.

## Sortie
Alors que le groupe assurait que les ventes seraient fortes pour Zen Arcade, SST n'a initialement pressé qu'entre 3 500 et 5 000 exemplaires de l'album. L'album devient en rupture de stock pendant des mois et le retard dans les exemplaires supplémentaires a étouffé les ventes.

## Réception critique

### Critiques anglophones
Lors de sa sortie, Zen Arcade reçoit des critiques positives dans de nombreuses publications grand public, notamment NME, The New York Times et Rolling Stone. Dans sa critique pour Rolling Stone, David Fricke a décrit Zen Arcade comme "le hardcore le plus proche d'un opéra... une sorte de Quadrophenia thrash".
Zen Arcade est classé huitième dans le sondage annuel Pazz & Jop de The Village Voice. Robert Christgau déclare dans son analyse annuel des résultats de ce sondage que, bien qu'il préférait Let It Be, du groupe The Remplacements, la chanson Turn On the News est sa chanson de l'année. Les éloges critiques accordés à l'album ont attiré l'attention des grands labels, dont Warner Bros. Records, avec qui Hüsker Dü finit par signer en 1985.

### Critiques francophones
L'album reçoit la note de 18 sur 20 chez XSilent, 17 sur 20 chez MetalOrgie, 9 sur 10 chez IndiePopRock, 7,5 sur 10 chez SensCritique, 6 sur 6 chez GutsOfDarkness, 5 sur 5 chez AlbumRock L'influx écrit : « Zen Arcade est un album “one shot”, un coup de maître difficilement répétable tant chaque titre recèle en lui autant une part de l’histoire du rock des Who ou de Kiss, du pré-punk “stoogien” ou “velvetien”, que les graines d’un futur noise, grunge, post-hardcore et ô combien pop ».

## Héritage
La sortie de Zen Arcade a inspiré les camarades du label SST, Minutemen, à enregistrer leur propre double album, Double Nickels on the Dime en 1984. Au printemps 1985, 20 000 exemplaires de Zen Arcade sont vendus  et au cours des années suivantes, il connaît un grand succès critique indépendamment du succès commercial. AllMusic dit dans sa critique de l'album que "Hüsker Dü essaie tout" et même si "cette approche imprudente et ridiculement déterminée entraîne des moments de faiblesse", elle est "également la clé du succès de Zen Arcade ". En 1989, il a été classé no 33 sur la liste des 100 plus grands albums des années 1980 du magazine Rolling Stone. Le Rock and Roll Hall of Fame a placé Turn On the News sur sa liste des " 500 chansons qui ont façonné le rock and roll ". Il a été classé no 4 sur la liste des 100 meilleurs albums de musique alternative du magazine Spin, devant Nevermind de Nirvana (no 5) et Horses de Patti Smith (no 6). Il a également été classé 32e meilleur album des années 1980 par Pitchfork Media, qui a également inclus Pink Turns to Blue dans The Pitchfork 500. Slant Magazine a classé l'album à la 73e place de sa liste des « meilleurs albums des années 1980 ». Andy Cairns, du groupe alternatif nord-irlandais Therapy?, a classé l'album comme son septième album préféré de tous les temps dans un article paru dans la publication musicale en ligne Louder Than War. Dans l'article, Cairns a déclaré : « J'ai eu ça à un moment où [j'avais] besoin d'entendre une musique effrayante qui n'était pas seulement une rage idiote. Un album dans lequel se perdre complètement, un album punk au casque. Après avoir écouté tout l'album, le monde prend une couleur et un goût différents. La première fois que je l'ai entendu, j'ai pensé que ça sonnait comme The Byrds avec une fuzzbox. J'aime non seulement les morceaux, mais aussi tous les petits intermèdes et les masquages à l'envers qui se produisent. L'ensemble la chose scintille du début à la fin. ».

### Reprises
En plus des reprises mentionnées ci-dessus, Zen Arcade a fait l'objet de deux albums hommage, Du Huskers: The Twin Cities Replays Zen Arcade (Synapse Recordings, 1993) et Something I Learned Today: An International Tribute, compilé par des fans. à Zen Arcade (Krapp, 2004).

## Liste des pistes
Zen Arcade est sorti en double LP, CD et cassette. Les sorties CD et cassette de l'album combinent toutes les chansons sur un seul disque/cassette.
| 1. | Something I Learned Today  | Bob Mould                | 2:02 |
| 2. | Broken Home, Broken Heart  | Mould                    | 2:04 |
| 3. | Never Talking to You Again | Grant Hart               | 1:40 |
| 4. | Chartered Trips            | Mould                    | 3:39 |
| 5. | Dreams Reoccurring         | Hart, Mould, Greg Norton | 1:40 |
| 6. | Indecision Time            | Mould                    | 2:14 |
| 7. | Hare Kṛṣṇa                 | Hart, Mould, Norton      | 3:35 |

| 1. | Beyond the Threshold  | Mould       | 1:36 |
| 2. | Pride                 | Mould       | 1:48 |
| 3. | I'll Never Forget You | Mould       | 2:19 |
| 4. | The Biggest Lie       | Mould       | 2:02 |
| 5. | What's Going On       | Hart        | 4:23 |
| 6. | Masochism World       | Hart, Mould | 2:47 |
| 7. | Standing by the Sea   | Hart        | 3:22 |

| 1. | Somewhere                        | Hart, Mould | 2:31 |
| 2. | One Step at a Time               | Hart, Mould | 0:44 |
| 3. | Pink Turns to Blue               | Hart        | 2:42 |
| 4. | Newest Industry                  | Mould       | 3:05 |
| 5. | Monday Will Never Be the Same    | Mould       | 0:53 |
| 6. | Whatever                         | Mould       | 3:52 |
| 7. | The Tooth Fairy and the Princess | Mould       | 2:44 |

| 1. | Turn On the News   | Hart                | 4:27  |
| 2. | Reoccurring Dreams | Hart, Mould, Norton | 14:00 |

## Personnel
Notes issues de la pochette de l'album.
- Grant Hart - batterie ; chant principal et chœur ; percussions ; piano sur "Chartered Trips", "What's Going On", "Standing by the Sea" et "Monday Will Never Be the Same"
- Moule Bob – chant principal et chœur ; guitare électrique ; guitare acoustique ; percussion; piano sur "Chartered Trips", "One Step at a Time", "Newest Industry" et "Monday Will Never Be the Same", basse sur "Turn On the News"
- Greg Norton – la basse ; chœurs
- Dez Cadena - chant sur "What's Going On"

### Technique
- Hüsker Dü – producteur
- Place – producteur, ingénieur
- Faux nom Graphx[51] - ouvrages d'art
- Marc Peterson - photos de couverture

## Ventes
| Graphique (1985)                | Culminer <br /> position |
| ------------------------------- | ------------------------ |
| Tableau indépendant britannique | 11                       |

### Sources
- Bushell, « Stiff Little Fingers: Inflammable Material (Rough Trade)***** » , Sounds, 10 février 1979 (consulté le 7 décembre 2021)
- Morley, « Stiff Little Fingers: Inflammable Material (Rough Trade) » , NME, 10 novembre 1979 (consulté le 7 décembre 2021)